# Dactylochelifer infuscatus
Dactylochelifer infuscatus är en spindeldjursart som beskrevs av Beier 1967. Dactylochelifer infuscatus ingår i släktet Dactylochelifer och familjen tvåögonklokrypare. Inga underarter finns listade i Catalogue of Life.